# Melodifestivalen 1975
Das Melodifestivalen 1975 war der schwedische Vorentscheid für den Eurovision Song Contest 1975 in Stockholm (Schweden). Es war die 16. Ausgabe des von der öffentlich-rechtlichen Rundfunkanstalt Sveriges Radio veranstalteten Wettbewerbs. Lasse Berghagen gewann den Wettbewerb mit seinem Lied Jennie, Jennie.

## Format

### Konzept
Wie im Vorjahr bewerten wieder Jurygruppen, bestehend aus Experten und Bürgern, die Beiträge des Finales. Jede Jurygruppe bestand dabei aus elf Personen. Als Bewertungsgrundlage konnte jedes Jurymitglied fünf Punkte nach Belieben an Beiträge verteilen. Jedes Jurorenergebnis floss unverändert in die Wertung der jeweiligen Jury ein. Eine Jury vergab damit insgesamt 55 Punkte.

### Beitragswahl
Wie im Vorjahr lud Sveriges Radio vorab Komponisten ein, die die Beiträge für die zehn Interpreten schrieben. Die Komponisten suchten sich dabei selbst die Künstler sowie Backgroundsänger aus, die die Beiträge am Finalabend präsentierten.

## Teilnehmer

### Zurückkehrende Teilnehmer
| Interpret             | Vorheriges Teilnahmejahr                                                         |
| --------------------- | -------------------------------------------------------------------------------- |
| Björn Skifs           | 1972                                                                             |
| Glenmarks (mit Hadar) | 1973, 1974                                                                       |
| Göran Fristorp        | 1973 (als Teil des Duos Nova), 1974 (ein Beitrag im Duett mit Sylvia Vrethammar) |
| Lasse Berghagen       | 1973, 1974                                                                       |
| Ted Gärdestad         | 1973                                                                             |

*Fett-markierte Teilnahmejahre stehen für Sieger des Melodifestivalen.

### Dirigenten
Bei den Beiträgen fungierten verschiedene Personen als Dirigenten. So war bei drei Beiträgen Lars Samuelson als Dirigent tätig, in der Startreihenfolge der Beiträge:
- Oh, Juicy von Nils-Åke Runeson
- Jennie, Jennie von Lasse Berghagen
- Sången lär ha vingar von Gimmicks

Bei zwei Beiträgen war Bengt Palmers als Dirigent tätig, in der Startreihenfolge der Beiträge:
- Den gamla jukeboxen von Landslaget
- Michelangelo von Björn Skifs

Ebenfalls bei zwei Beiträgen war Sven-Olof Walldoff als Dirigent tätig, in der Startreihenfolge der Beiträge:
- Rockin’ ’n’ Reelin’ von Ted Gärdestad
- Bang en boomerang von Svenne & Lotta

Bei drei Beiträgen waren andere Dirigenten leitend, in der Startreihenfolge der Beiträge:
- Alain Leroux beim Beitrag von Ann-Christine Bärnsten
- Bruno Glenmark beim Beitrag von Hadar & Glenmarks
- Leif Strand beim Beitrag von Göran Fristorp

## Finale

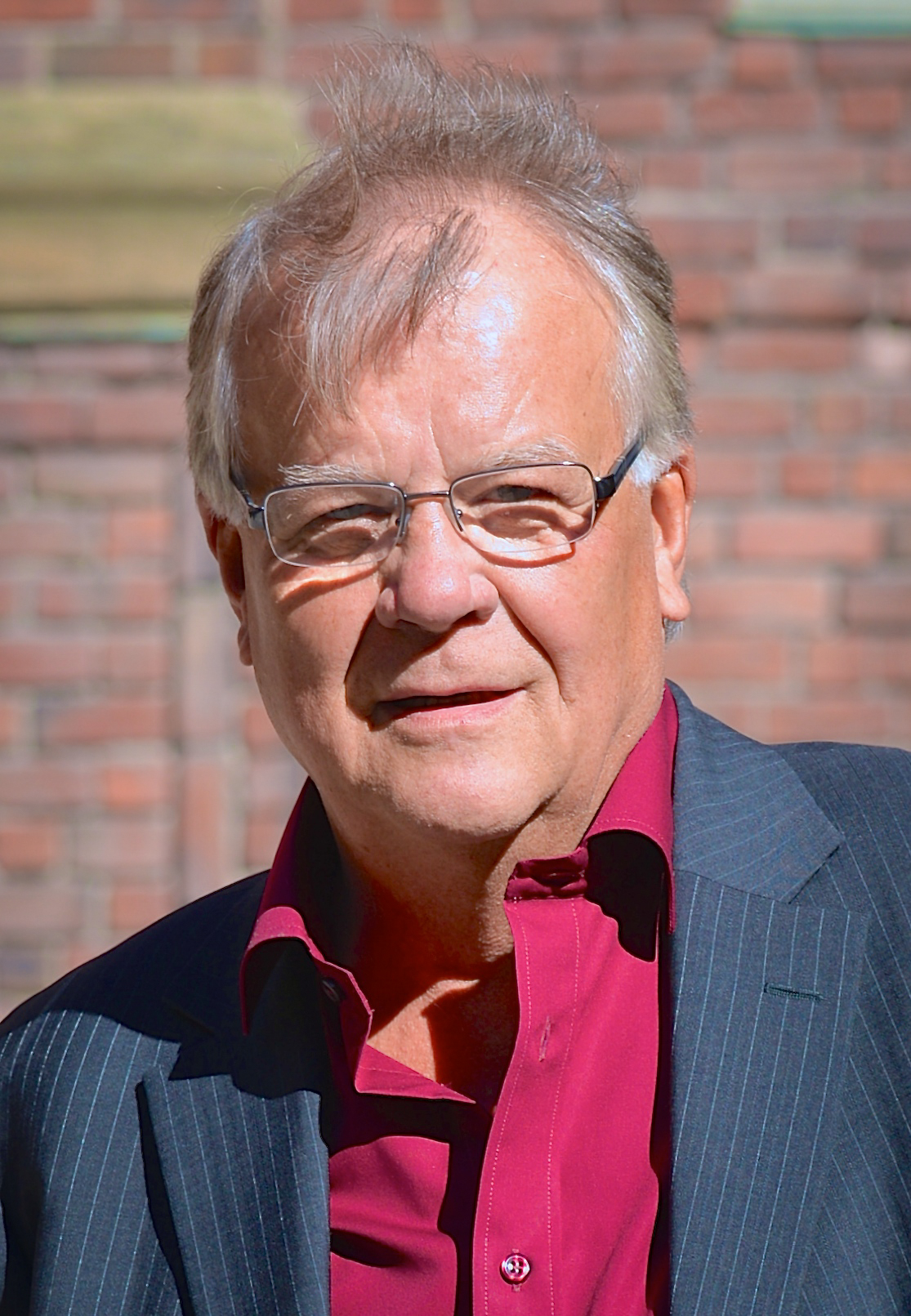
Der Gewinner Lasse Berghagen im Jahr 2014

Das Finale fand am 15. Februar 1975 um 20:05 Uhr (MEZ) erstmalig in Göteborg statt. Bei der aus Studio 1 des Synvillan genannten Fernsehhauses von Sveriges Radio stattfindenden Sendung führte Karin Falck als Gastgeberin durch den Abend.
| Platz | Startnr. | Interpret              | Lied Musik (M) und Text (T)                                               | Übersetzung (inoffiziell)                      | Luleå | Falun | Karlstad | Götebro | Umeå | Örebro | Norrköping | Malmö | Sundsvall | Vaxjö | Stockholm | Gesamt |    |   |                 |                                     |   |    |    |   |    |   |   |    |   |   |    |   |     |
| --- | -------- | ---------------------- | ------------------------------------------------------------------------- | ---------------------------------------------- | ----- | ----- | -------- | ------- | ---- | ------ | ---------- | ----- | --------- | ----- | --------- | ------ | -- | - | --------------- | ----------------------------------- | - | -- | -- | - | -- | - | - | -- | - | - | -- | - | --- |
| Platz | Startnr. | Interpret              | Lied Musik (M) und Text (T)                                               | Übersetzung (inoffiziell)                      | Luleå | Falun | Karlstad | Götebro | Umeå | Örebro | Norrköping | Malmö | Sundsvall | Vaxjö | Stockholm | Gesamt | 1. | 5 | Lasse Berghagen | Jennie, Jennie M/T: Lasse Berghagen | – | 14 | 18 | 6 | 15 | 4 | 7 | 24 | 3 | 9 | 16 | 1 | 117 |
| 2. | 10       | Gimmicks               | Sången lär ha vingar M: Bo Sylvén, T: Bo Carlgren                         | Das Lied habe Flügel                           | 9     | 24    | –        | 7       | 9    | 3      | 4          | 19    | 9         | 6     | 3         | 93     |    |   |                 |                                     |   |    |    |   |    |   |   |    |   |   |    |   |     |
| 3. | 7        | Svenne & Lotta         | Bang en boomerang M: Benny Andersson, Björn Ulvaeus, T: Stikkan Anderson  | Schlag einen Bumerang                          | 7     | –     | 8        | 5       | 8    | 16     | 5          | 14    | 1         | 15    | 5         | 84     |    |   |                 |                                     |   |    |    |   |    |   |   |    |   |   |    |   |     |
| 4. | 9        | Göran Fristorp         | Som min vän M/T: Göran Fristorp                                           | Wie mein Freund                                | 4     | 1     | 3        | 5       | 2    | –      | 1          | 3     | 14        | 9     | 17        | 59     |    |   |                 |                                     |   |    |    |   |    |   |   |    |   |   |    |   |     |
| 5. | 8        | Björn Skifs            | Michelangelo M/T: Bengt Palmers, Björn Skifs                              | –                                              | 4     | 2     | 12       | 12      | 2    | 10     | –          | 6     | 3         | 3     | 1         | 55     |    |   |                 |                                     |   |    |    |   |    |   |   |    |   |   |    |   |     |
| 6. | 4        | Hadar & Glenmarks      | Lady Antoinette M/T: Hadar Kronberg                                       | –                                              | 7     | 2     | 7        | –       | 2    | 9      | 12         | 1     | 3         | 1     | 4         | 48     |    |   |                 |                                     |   |    |    |   |    |   |   |    |   |   |    |   |     |
| 7. | 1        | Landslaget             | Den gamla jukeboxen M/T: Lasse Lindbom                                    | Die alte Jukebox                               | 4     | –     | 2        | 1       | 18   | 1      | 2          | –     | 7         | 2     | 10        | 47     |    |   |                 |                                     |   |    |    |   |    |   |   |    |   |   |    |   |     |
| 7. | 6        | Ted Gärdestad          | Rockin’ ’n’ Reelin’ M: Ted Gärdestad, T: Kenneth Gärdestad                | –                                              | 3     | 7     | 16       | 7       | 1    | –      | 1          | 3     | 3         | 3     | 3         | 47     |    |   |                 |                                     |   |    |    |   |    |   |   |    |   |   |    |   |     |
| 9. | 3        | Ann-Christine Bärnsten | Ska vi plocka körsbär i min trädgård? M/T: Little Gerhard, Börje Carlsson | Sollen wir in meinem Garten Kirschen pflücken? | 1     | 1     | –        | 3       | 4    | 4      | 5          | –     | 3         | –     | 9         | 30     |    |   |                 |                                     |   |    |    |   |    |   |   |    |   |   |    |   |     |
| 10. | 2        | Nils-Åke Runeson       | Oh, Juicy M/T: Nils-Åke Runeson                                           | –                                              | 2     | –     | 1        | –       | 5    | 5      | 1          | 6     | 3         | –     | 2         | 25     |    |   |                 |                                     |   |    |    |   |    |   |   |    |   |   |    |   |     |
| Jury-Punktesprecher |          |                        |                                                                           |                                                |       |       |          |         |      |        |            |       |           |       |           |        |    |   |                 |                                     |   |    |    |   |    |   |   |    |   |   |    |   |     |
| - Luleå – Åse Guldbrandsen - Falun – Bengt „Polo“ Johanson - Karlstad – Ulf Schenkmanis - Göteborg – Kåge Sigurth - Umeå – Kjell Ulfhielm - Örebro – Maud Nylin - Norrköping – Larz-Thure Ljungdahl - Malmö – Bengt Grafström - Sundsvall – Kjell Lönnå - Växjö – Sven-Olof Olsson - Stockholm – Sven Lindahl |          |                        |                                                                           |                                                |       |       |          |         |      |        |            |       |           |       |           |        |    |   |                 |                                     |   |    |    |   |    |   |   |    |   |   |    |   |     |

## Alternativfestivalen
Unter dem Namen Alternativfestivalen veranstalteten alternative Musiker, vor allem als Antwort auf die erstmalige Ausrichtung des Eurovision Song Contest durch Schweden und der damit einhergehende Budgetplanung von Sveriges Radio einen Großteil seines Musikbudgets 1975 für die Veranstaltung des Eurovision Song Contests auszugeben, ein Festival als Gegenbewegung.